# Xylotrechus multisignatus
Xylotrechus multisignatus är en skalbaggsart som beskrevs av Maurice Pic 1915. Xylotrechus multisignatus ingår i släktet Xylotrechus och familjen långhorningar. Inga underarter finns listade i Catalogue of Life.